# Fictor robinicola
Fictor robinicola är en rundmaskart. Fictor robinicola ingår i släktet Fictor och familjen Diplogasteridae. Inga underarter finns listade i Catalogue of Life.